# Badaró
Manlio Hedair Badaró mais conhecido por Badaró (São Paulo, 23 de abril de 1933 – Lisboa, 1 de novembro de 2008) foi um ator e comediante de origem brasileira naturalizado português. Morreu aos 75 anos no dia primeiro de novembro de 2008, vítima de um câncer no estômago. Ficou conhecido por personagens como "Chinezinho Limpopó" e pelo bordão "Ó Abreu, dá cá o meu".

## Vida pessoal
Nascido no Brasil, Badaró deixou o país em 1957, após terminar um noivado, e tinha como destino final, Paris, porém fez uma parada em Lisboa a fim de apresentar a peça Fogo no Pandeiro, e decidiu fixar residência na capital portuguesa.

## Rádio
- 1952 - Rádio Record - Locutor[3]

## Televisão
- 1964 - A TV Através dos Tempos
- 1980 - TV Show
- 1980 - Eu Show Nico
- 1985 - Badarosíssimo
- 1996 - Os Imparáveis
- 1997 - A Grande Aposta
- 1998 - Nós os Ricos
- 1997 - As Lições do Tonecas

## Teatro
- 1957 - Fogo no Pandeiro[4]
- 1961 - Não Brinques Comigo!... - Teatro ABC[5]
- 1961 - De Pé Atrás - Teatro ABC[6]
- 1962 - Badaróscope - Teatro Avenida[7]
- 1963 - É Fogo Novo - Teatro Vasco Santana[8]
- 1964 - Badaró 9 1/2 - Teatro Avenida[9]
- 1965 - Zona Azul - Teatro ABC[10]
- 1965 - Roupa na Corda - Teatro ABC[11]
- 1968 - Click! Já Está - Teatro Monumental[12]
- 1969 - O Mundo Alegre de Badaró - Teatro Maria Vitória[13]
- 1973 - Dois num Guarda-Vestidos [14]
- 1974 - O Último Fado em Lisboa - Teatro Monumental
- 1975 - O Pato com Laranja - Teatro Villaret